# Ośno (Wiązów)
Ośno (deutsch Krausenau) ist ein Dorf in Niederschlesien. Der Ort liegt in der Landgemeinde Wiązów im Powiat Strzeliński in der polnischen Woiwodschaft Niederschlesien.

## Geographie

### Geographische Lage
Das Straßendorf Ośno liegt fünf Kilometer nordwestlich vom Gemeindesitz Wiązów (Wansen), ca. 11 nordöstlich von der Kreisstadt Strzelin (Strehlen) und rund 38 Kilometer südöstlich der Woiwodschaftshauptstadt Breslau. Der Ort liegt in der Nizina Śląska (Schlesische Tiefebene) innerhalb der Równina Wrocławska (Breslauer Ebene).
Durch den Ort führt die Woiwodschaftsstraße Droga wojewódzka 396.

### Nachbarorte
Nachbarorte von Ośno sind im Nordosten Jędrzychowice (Höckricht), im Süden Gułów (Gaulau) und im Südwesten Wawrzęcice  (Lorzendorf).

## Geschichte
Der Ort wurde 1358 erstmals als Crowsnow erwähnt. Eine weitere Erwähnung erfolgte 1380 als Crusenaw.
Nach dem Ersten Schlesischen Krieg 1742 fiel Krausenau zusammen mit dem größten Teil Schlesiens an Preußen. 1783 zählte der Ort  ein Vorwerk, sechs Bauern und 18 andere Häuser sowie 177 Einwohner.
Nach der Neugliederung Preußens gehörte die Landgemeinde Krausenau ab 1815 zur Provinz Schlesien und war ab 1816 dem Landkreis Ohlau eingegliedert. 1874 wurde der Amtsbezirk Kauern gegründet, welcher die Landgemeinden Bischwitz b. Wansen, Gaulau, Höckricht, Kauern, Krausenau und Weigwitz und die Gutsbezirke Bischwitz b. Wansen, Gaulau, Höckricht, Kauern, Krausenau und Weigwitz umfasste. 1885 zählte der Ort 163 Einwohner.
1933 zählte Krausenau 240, 1939 wiederum 236 Einwohner. Bis 1945 befand sich der Ort im Landkreis Ohlau.
Als Folge des Zweiten Weltkriegs fiel Kauern wie fast ganz Schlesien 1945 an Polen, wurde in Ośno umbenannt und der Woiwodschaft Breslau angegliedert. Die deutsche Bevölkerung wurde, soweit sie nicht vorher geflohen war, weitgehend vertrieben. Die neu angesiedelten Bewohner waren zum Teil Heimatvertriebene aus Ostpolen. 1999 kam der Ort zum Powiat Strzeliński in der Woiwodschaft Niederschlesien.

## Sehenswürdigkeiten
- Steinerne Wegekapelle mit Marienstatue